# 秋津神社
秋津神社（あきつじんじゃ）は、東京都東村山市にある神社。祭神は日本武尊。

## 由緒
創建年代については不詳であるが、江戸時代前期に作られた不動明王像を安置し、「秋津の不動」と称された。現在の本殿は、幕末の1822年（安政5年）に改築されたもの。明治維新の神仏分離に伴い、祭神が日本武尊に改められ、現社名に改称された。

## 文化財
- 秋津神社本殿（東村山市指定有形文化財）

## 所在地
- 東京都東村山市秋津町5-27-1